# Matrícula de Tributos
La Matrícula de los Tributos es uno de los llamados códices mexicas, hecho entre 1520 y 1530 en papel amate, probablemente de un original mexica y copiado años después de la conquista. Fue pintado por escribas mexicas, quienes usaron el formato pictórico antiguo. Después de ser pintado, un escriba añadió descripciones escritas en español.  
Por su manufactura y características, fue probablemente un anexo al Códice Mendoza. Cuenta con 16 hojas de papel amate, pintadas por ambos lados.No está conformado en forma de biombo, como los códices mesoamericanos, sino al estilo de un libro occidental página por página. 
Sus fuentes pueden ser varios códices originales copiados por los tlacuilos (pintores de códices) o que alguna de sus partes fuese obra original de los indígenas especialistas en esta actividad, en donde registraron las tributaciones hechas al Estado Mexica.
La Matrícula, desde el periodo novohispano y hasta nuestros días, ha sido una fuente valiosa de información sobre la escritura, las convenciones toponímicas y la estructura socioeconómica de los mexicas. Muestra en cada una de sus fojas los altépetl tributarios sometidos a los mexicas, así como los productos y las cantidades que tributaban.